# Trompeta
La trompeta és un instrument musical de vent, pertanyent a la família dels instruments de vent-metall o metalls, fabricat en un aliatge de metall. El so es produeix mitjançant la vibració dels llavis de l'intèrpret en l'embocadura a partir de la columna de l'aire (flux d'aire), embocadura que està acoblada a un tub corbat que acaba en un pavelló. El músic que toca la trompeta rep el nom de trompetista.
Hi ha diferents tipus de trompetes. La trompeta més emprada està afinada en si♭ (bemoll), i és un instrument transpositor, i la més familiar per a nosaltres és la trompeta en do, que no és transpositora. També hi ha trompetes afinades en fa, en la i en mi♭.
L'embocadura de la trompeta, com la del trombó, té una perforació interior en forma de copa en U. Això contribueix a fer que la sonoritat de la trompeta sigui més vibrant, i menys càlida que la d'altres instruments, com per exemple, la trompa. El tub de la trompeta, que pot ésser de diferents aliatges, com per exemple de coure, tret de la part del pavelló que és cònica, està constituït per un tub cilíndric, fet que en combinació amb les característiques de l'embocadura confereixen a l'instrument el timbre i potència sonora característica.
És un dels instruments més antics. De les trompetes, instruments als quals des de l'antiguitat se'ls va an paper militar o cerimonial pel fet d'estar constituïdes per un tub bàsicament cilíndric, caldria cercar-lo en els antics instruments de canya o fusta. En seria un exemple la trompeta d'escorça. Instruments metàl·lics d'aquestes característiques ja es troba a l'antic Egipte, però els parents més propers de les actuals trompetes foren el salpinx, mena de trompeta curta dels grecs, o la tuba, trompeta llarga dels romans, ambdues d'ús militar, així com en la gran trompeta sarraïna, importada pels croats.
Amb una construcció inicialment recta, al segle xv s'inicien els intents, primerament amb una rudimentària forma en S, que conduiran, un segle més tard, a desenvolupar una tècnica més depurada que permetrà enrotllar el tub sobre ell mateix així com l'afegit de cossos de recanvi que permetien modificar la llargada de l'instrument i, per tant, la tonalitat.
No serà fins al segle xix que s'hi incorpori algun mecanisme per modificar la dimensió total del tub amb algun sofisticat sistema que allargava el tub principal mitjançant la inclusió de tubs complementaris pels quals es podia desvibre de sons que pot fer l'instrument. Si en un principi aquest mecanisme foren les vàlvules giratòries, posteriorment es van imposar arreu les vàlvules de pistons, excepció feta de l'àrea germànica, els quals permeten a l'instrument tocar dues octaves i mitja.
La sordina és un accessori de metall o fusta que s'introdueix en el pavelló. Permet graduar, segons les necessitats expressives, tant la potència sonora de l'instrument com la qualitat tímbrica. Així, el jazz, estil de música en el qual la trompeta ha assolit un paper destacat, ha donat peu a uns tipus específics de sordines calibrats d'acord amb els gusts i estètiques propis d'aquest estil.

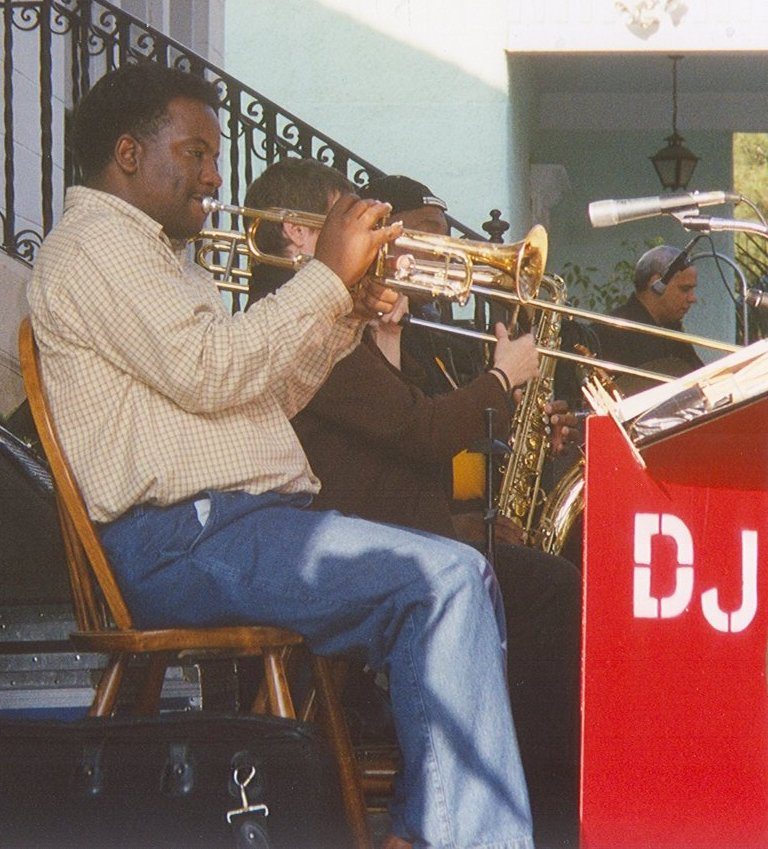
Trompetista de la banda Deacon John Moore

## Característiques i mecanisme

Pistó a l'"aire", és a dir, no premut

Pistó premut

La trompeta pot fabricar en diferents estils, amb models per als principiants, els trompetistes intermedis o per músics professionals. En el passat, es van fabricar trompetes amb un nombre de materials improbables, incloent-hi la fusta, l'argila i la ceràmica. També han estat fabricades completament de llautó, bronze, plata i níquel. La trompeta moderna està fabricada comunament de llautó i de vegades és galvanitzat amb plata, níquel, or o coure. Fa aproximadament 50 cm.
Està construïda amb un tub de llautó, generalment, doblat en una espiral d'uns 180 centímetres de llarg. Té diverses vàlvules o pistons i acaba en una boca acampanada, que rep el nom de campana o pavelló. Els dos primers terços del tub són pràcticament cilíndric, fet que li proporciona un so fort i brillant, al contrari del que passa amb la corneta i el fiscorn, que posseeixen un tub cònic i produeixen un to més suau. Els altres dos terços restants són un tub cònic, excepte en els últims 30 centímetres en les que el tub s'eixampla per a formar la boca en forma de campana. El calibre és una sèrie complexa de voltes, més petites en el receptor de broquet i més gran just abans del començament de la campana. El disseny acurat d'aquestes voltes és fonamental per l'entonació de la trompeta.
Com amb tots els instruments de metall, el so és produït per l'aire que bufa a través dels llavis tancats, obtenint un «brunzit» a la boca i començant una permanent onada de vibració a la columna d'aire a l'interior de la trompeta. El trompetista pot seleccionar l'execució d'una gamma de matisos harmònics o canviant l'obertura i tensió del llavi exercida sobre el broquet (coneguda com l'embocadura).

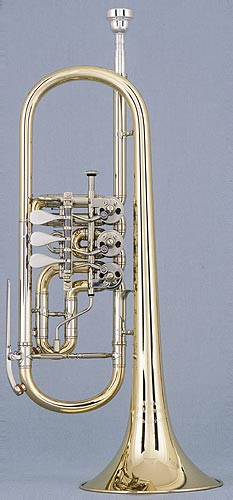
Trompeta de vàlvules giratòries, en do

En principi, la capacitat per a produir sons es limitava a una sèrie d'harmònics sobre la nota fonamental. Tanmateix, amb la posterior adaptació del mecanisme del pistó, la trompeta es va convertir en un instrument cromàtic. Està proveïda de tres pistons i en general està afinada en si♭, do o la. Am l'afinació en do no hi ha necessitat de transportar. A la trompeta en si♭ i la trompeta en la, la transposició és bàsicament la mateixa que s'utilitza per al clarinet.

### Els pistons
La trompeta té tres pistons que dirigeixen el so per diferents parts de la canonada que forma l'instrument i d'aquesta manera allarga o escurça el recorregut del so; així aconsegueix l'afinació cromàtica. Cadascun d'aquests pistons augmenta la longitud dels tubs quan són premuts, la qual cosa redueix la tonalitat de la nota. El primer pistó, que està connectat a un tub de llarg mitjà, redueix la nota de la trompeta en dos semitons; el segon pistó, connectat a un tub de curta longitud, baixa la nota un semitò; i el tercer pistó, connectat a un tub llarg, baixa la nota tres semitons. A vegades hi ha un quart pistó, com és el cas de la trompeta piccolo, que redueix en cinc semitons la nota de la trompeta. Mitjançant la combinació d'aquests tres (o quatre) pistons s'aconsegueix gairebé tota l'afinació cromàtica donat que s'obtenen fins a vuit longituds diferents en el tub ressonador. El so es projecta cap a l'exterior per la campana.
D'aquesta manera, la trompeta en si♭ al prémer el primer pistó (dos semitons menys), fa que do baixi a si♭, mi a re, i sol a fa. A la tonalitat real baixa si♭ a la♭, re a do, i fa a mi♭. Al prémer el segon pistó (un semitò menys), do baixa a si, mi baixa a re ♯ (sostingut), i sol a fa ♯. En tonalitat real baixa si♭ a la, re a do ♯, i de fa a mi. Al prémer el tercer pistó (tres semitons menys), do baixa a la, mi baix a do ♯, i sol baixa a mi. En la tonalitat real baixa si♭ a sol, re a si, i fa a re. Al prémer dos pistons a la vegada, se sumen les caigudes de tonalitat. No és pot baixar més que tres tons: estrenyent els tres pistons a la vegada: 2 semitons + 1 semitò + 3 semitons = 6 semitons o 3 tons.

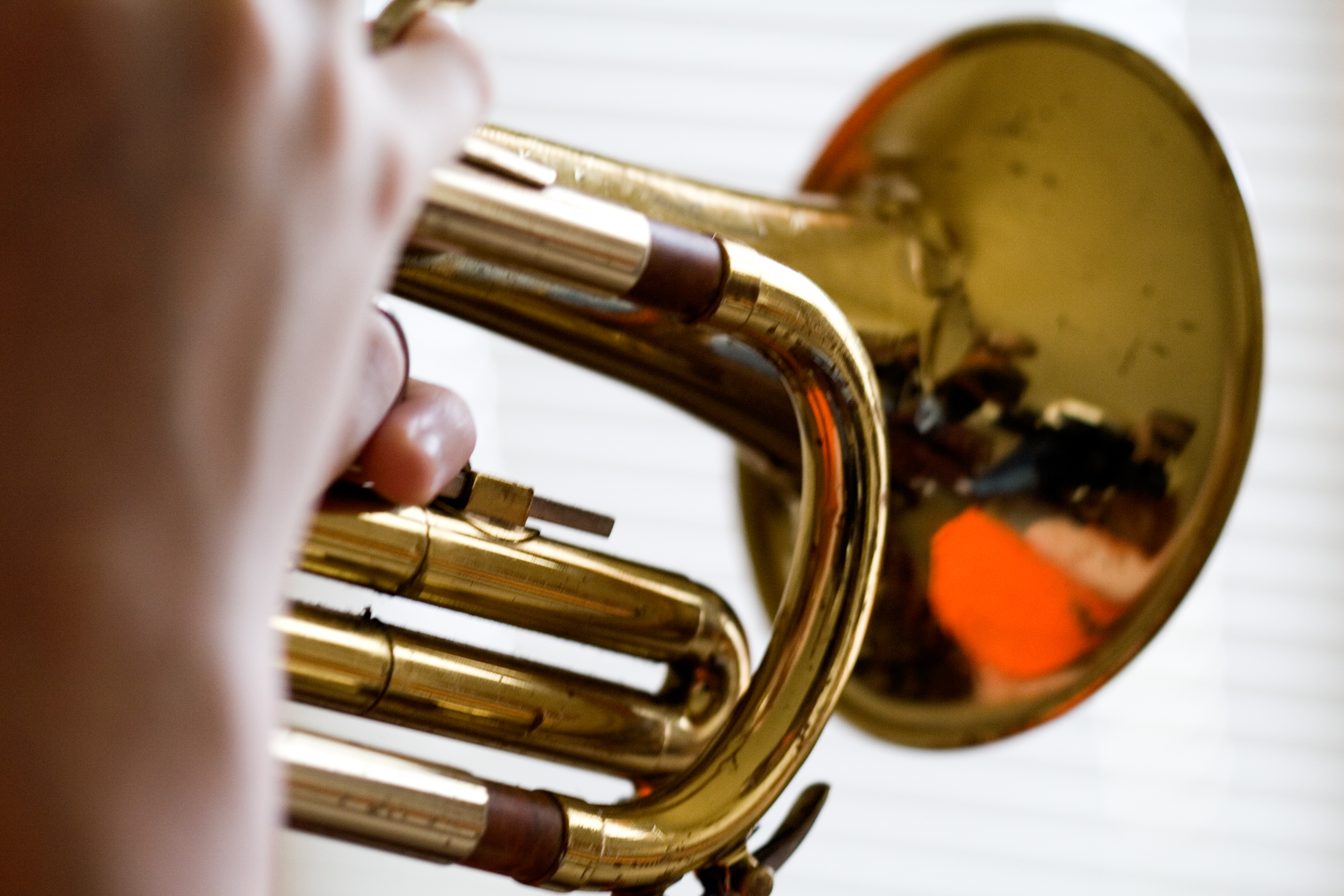
Bomba d'afinació

La sèrie harmònica de la trompeta s'assembla a l'escala musical, però hi ha algunes notes de la sèrie que són compromeses, ja que estan lleugerament fora del rang i se les coneix com a tons de llop (o wolftone). Algunes trompetes tenen un mecanisme que llisca, per a compensar.
L'afinació se sol veure afectada per la temperatura ambiental, per tant és necessari escalfar l'instrument abans de tocar, bufant-hi. Per afinar correctament la trompeta és necessari ajustar la bomba d'afinació. La bomba d'afinació és el colze metàl·lic que remata la secció central de la trompeta i que queda a la mateixa altura que la campana. En aquesta mateixa ubicació es troba la clau de desguàs, utilitzada per a expulsar l'aigua que s'acumula en l'interior de la trompeta com a resultat de la condensació de l'aire en les canonades.

### Broquet i sordines
El broquet té una vora circular anomenat anell que proporciona un ambient còmode per a la vibració dels llavis. Immediatament darrere de l'anell està la copa, que canalitza l'aire per una obertura molt menor, el granet, que disminueix una mica perquè coincideixi amb el diàmetre de la canonada principal de la trompeta. Les dimensions d'aquestes parts del broquet afecten el timbre o la qualitat del so i a la facilitat i comoditat de l'execució. En general, com més gran i més profunda és la copa, més fosc és el so del timbre.

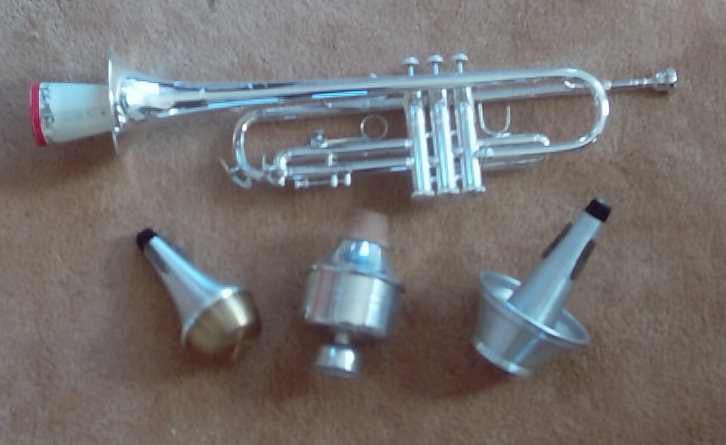
Diferents tipus de sordines per a trompeta

La sordina és un mecanisme que serveix per canviar la qualitat i atenuar el so produït per la trompeta. Té forma de pera i encaixa perfectament en la campana de l'instrument, tot i que existeixen altres tipus de sordines que no s'acoblen a la campana (com la sordines desembussador). Solen fabricar de fibra o metall.
Les sordines obstrueixen els moviments de les ones sonores en els metalls, amplifiquen certs harmònics i en redueixen altres. Els trompetistes han experimentat amb diverses formes de sordines, des inserir una mà al pavelló (tècnica ortodoxa en alguns metalls clàssics) o fins i tot cobrir la campana amb un barret.

## Tessitura i notes

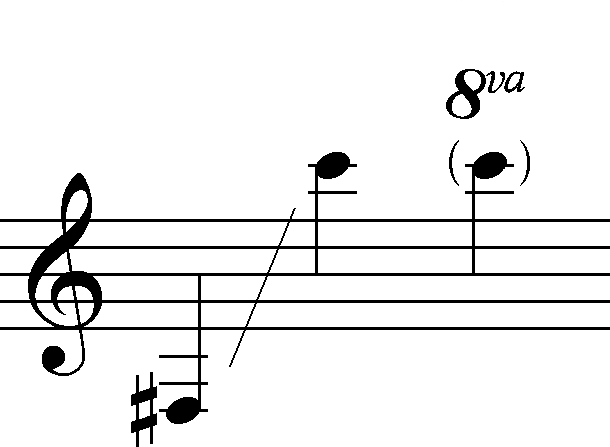
Extensió d'una trompeta: fa#₂ a do₅, i fins a un do₆.

La tessitura bàsica de la trompeta té una extensió de dues octaves i mitja, des de fa♯₂ per sota del do central del piano, fins i tot en algunes ocasions des notes més greus, fins do₆. Encara que en l'actualitat el registre augmenta fins a un fa o un sol per sobre d'aquesta nota augmentant el registre a tres octaves. Per sobre d'aquesta nota, la trompeta tendeix a emetre un so distorsionat, que és molt difícil de dominar. Per tant, es recomana als compositors que no passin els límits abans esmentats. Aquesta recomanació és sovint ignorada. Hi ha trompetistes dedicats a sobrepassar aquest règim (els anomenats «agudistes»), que superen amb escreix aquests límits, fins i tot podent augmentar aquest registre en més d'una vuitena, i juguen amb els tons aguts i sobreaguts, aproximadament, fins al tercer do per sobre del do central.
La trompeta mitjana, sense pistons premuts (és a dir: l'aire) produeix en general les notes do, mi i sol en totes les octaves. No obstant això, hi ha quatre excepcions: 
- A l'octava per sota de la central, el sol no es produeix deixant les pistons a l'aire, sinó prement el primer i tercer pistó.
- A l'octava central, el mi no es produeix a l'aire, sinó prement el primer i segon pistó.
- A la segona octava, existeix un si♭ a l'aire.
- A la tercera octava, existeix un re a l'aire. Aquestes irregularitats es deuen als harmònics naturals.

En el quadre següent es mostra les diferents notes que s'obtenen prement els diferents pistons.

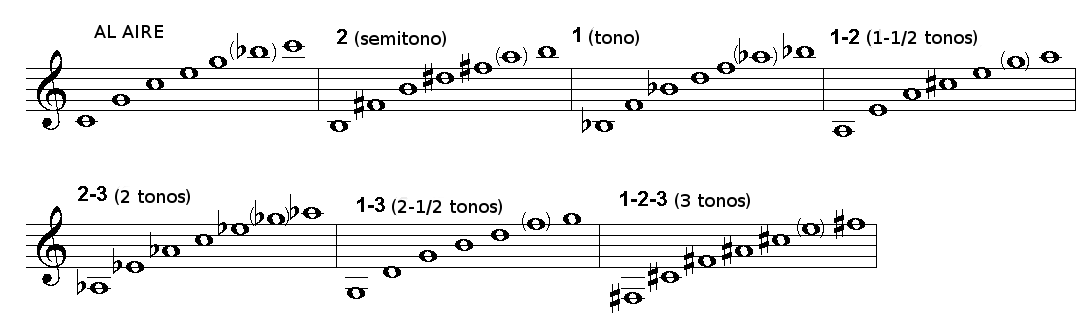
En aquesta gràfica es mostren les notes que es produeixen al prémer cadascun dels pistons. El nombre sobre cada compàs es refereix al nombre de pistó de la trompeta que ha de ser premut per emetre.

## Història
La història de la trompeta es remunta als orígens de la història de la humanitat. La trompeta deuria ser gairebé tan antigua com la flauta, que té la reputació com l'instrument més antic i generalitzat; derivaren de la banya de bou que encara s'empra com a trompa de caça. Per tant, les primeres trompetes van ser fabricades amb banyes d'animals cuinats, canyes de bambú, tubs vegetals buits per dins, o petxines de mol·luscs. Eren emprades pels homes primitius en diversos actes com eren els enterraments, rituals per a espantar els mals esperits, per a la caça o transmetre senyals.

### Antigues civilitzacions

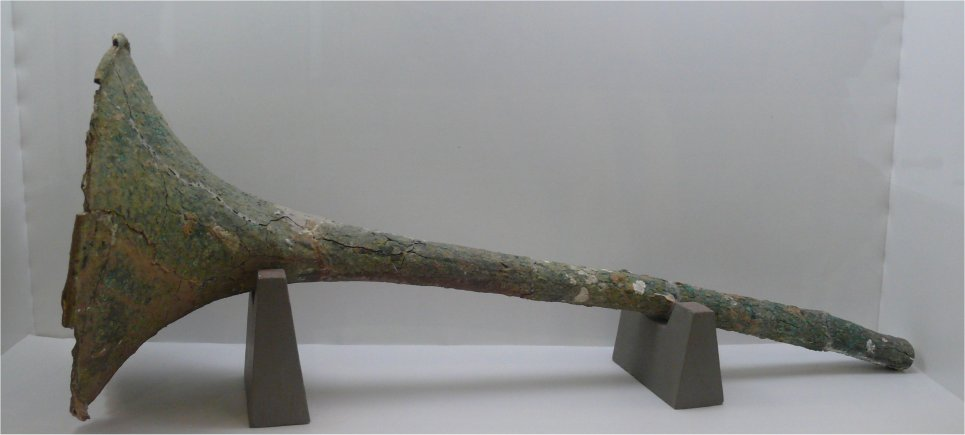
Trompeta persa de la dinastia aquemènides elaborada en bronze. Es troba al museu de Persèpolis (Iran).

Amb el descobriment dels metalls comença una nova etapa per al desenvolupament dels instruments de vent, ja que el bronze és un material adequat per construir instrument. A més, millora la sonoritat i brillantor. Les primitives trompetes mancaven de broquet i es feien servir a manera d'altaveu, cridant a l'interior per deformar augmentant o distorsionant la veu de l'executant.
Era un dels instruments dels pobles de l'antiguitat. Segons els egipcis seria inventada pel déu Osiris. Havia estat heretada dels pobles de Mesopotàmia, que disposaven de diferents trompetes que feien servir en parades militars i rituals religiosos. Aquests instruments rebien el nom de sneb i tenien forma cònica i recta. S'han trobat dues trompetes a la tomba del faraó egipci Tutankamon, que va regnar de 1358 a 1353 aC i en les pintures antiquíssimes que les representaven. Aquestes trompetes mesuren respectivament 50,5 i 58 centímetres de llarg i tenen un ample pavelló, però sense una embocadura pròpiament dita. La primera és de bronze i la segona d'argent, la qual cosa era sens dubte una excepció. Aquestes trompetes estaven fabricades en bronze amb el mètode de cera perduda. Al Museu Britànic de Londres, al Museu del Louvre de París i al Museu Arqueològic de Nàpols es troben trompetes de bronze egípcies i romanes i al Museu Numantino de Sòria se'n conserven algunes de fang cuit i de factura ibèrica, unes rectes i altres corbades. També es conserven trompetes de la cultura persa al Museu de Persèpolis a l'Iran.

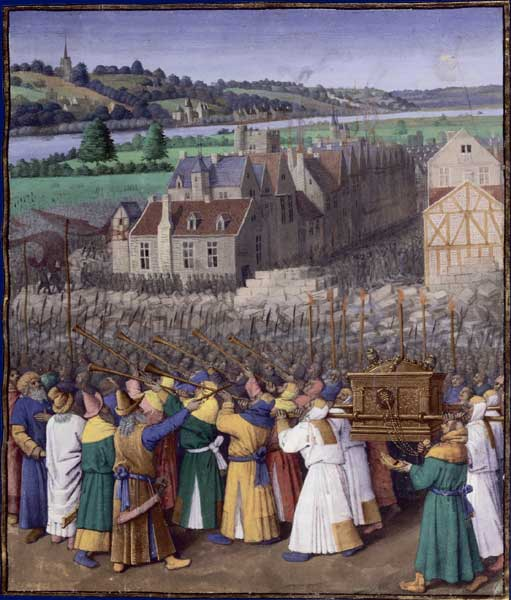
La presa de Jericó segons un gravat de Jean Fouquet

Entre els pobles hebreus la trompeta rebia el nom de hazozra o chatzótzráh i tenia un caràcter gairebé diví, ja que atribuïen la construcció a Moisès. Era tocada únicament pels sacerdots per anunciar les assemblees i acompanyar les consagrats i els sacrificis. També va tenir un ús militar i servia per aixecar els campaments nòmades o per donar el senyal d'alarma. La trompeta hebrea era curta, d'uns 45 cm de llarg, amb un tub cònic de plata batuda que produïa un so homogeni i ininterromput, o bé en duos de dues trompetes, és a dir, articulant distintivament diverses notes diferents. També existia un altre tipus de trompeta, el shofár que estava fabricada a partir de la banya d'un animal kosher (xai, cabra, antílop i gasela) i era utilitzat en diverses festes jueves, així com en alguns serveis d'altres religions cristianes i judeocristianes.

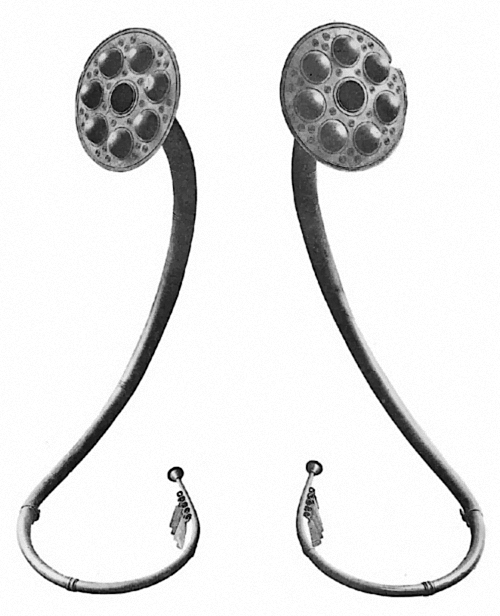
Lur, luur o lure germànic de bronze

Altres pobles que coneixien i van desenvolupar diferents trompetes van ser el germànic i el celta. La forma primitiva en forma d'essa cònica dels corns germànics i escandinaus denominats Lur, lures, lure o Luur (1500-400 aC) era deguda al fet que estava construïda amb l'ullal d'un mamut. Es conserven exemplars en perfecte estat trobats en excavacions arqueològiques realitzades a Dinamarca. La lure mesurava entre 1,50 i 2,50 m de mitjana, era lleugerament cònica i presentava la forma de S. El tub es componia de dues parts corbes de diferent longitud, la segona de les quals estava situada en un pla diferent a la primera. En general els exemplars que s'han descobert apareixen units de dos en dos, d'idèntic mida i simètrics, la qual cosa fa suposar que es tocaven per parelles afinades a l'uníson, o bé simultàniament, o en alternança. Es penjaven a la bandolera i els dos músics, un costat a un altre, havien de subjectar cada instrument en vertical per sobre del cap. S'han realitzat intents amb els exemplars més ben conservats s'hi han aconseguit els dotze primers harmònics i una escala cromàtica d'una setena a partir del so fonamental, però és poc probable que els antics aprofitessin aquesta extensió sonora. La carnyx, karnix o karnyx celta era un instrument de tub recte que es doblega en angle recte, en forma de ganxo, semblant a la trompeta i destinat a usos militars, construït enterament en bronze i amb la campana en forma de drac. Aquesta mena de trompeta va ser reproduït l'any 113 a l'arc d'Adrià, a Roma.

### Grecs i romans
Al voltant del segle iv aC, els grecs ja incloïen certàmens de trompeters en el programa dels Jocs Olímpics. La trompeta rebia el nom de salpinx que seria inventada per la deessa Atenea. Estava fabricada amb ferro o bronze, a vegades de plata i era un tub estret i amb embocadura de banya o d'os. Abans del pavelló, que era esfèric i de dimensions modestes, solien col·locar anelles decoratives o corredisses. La van heretar dels etruscs, que al seu torn l'havien heretat dels egipcis. També usaven el keras que era un banya cuita d'animal i s'usava amb finalitats militars.
Durant l'Imperi Romà l'ús de les trompetes heretades de grecs i etruscs adquiriren una gran importància social. Estaven fabricades en plata i bronze i rebien diferents noms: buccina, cornus, salpinx, aduba, clarió, tubesta, lituus o argia entre d'altres, així com diverses formes rectes o corbes. La més coneguda de totes era la tubesta o tuba que mitjana 117 cm i era de forma cònica, amb 1 cm de diàmetre a l'embocadura. El tub cònic era de bronze, amb una embocadura mòbil i un pavelló lleugerament eixamplat; la tuba era utilitzada en la infanteria, però també va tenir gran importància en els combats de gladiadors juntament amb la trompa i l'òrgan hidràulic que es va utilitzar ocasionalment en determinats sacrificis religiosos. El lituus, al contrari, va ser un instrument d'ús exclusivament militar que es va emprar en la cavalleria: era una llarga trompeta cilíndrica, de dimensions variables (de 75 cm aproximadament a 1,40 m de llarg) que tenia l'extrem oposat al de l'embocadura doblegat en forma de J, obert sobre un pavelló a vegades retallat. Com en el cas de la tuba, el tub del lituus era de bronze. El timbre d'aquests instruments havia de ser, sens dubte, poc agradable: els autors romans qualifiquen el timbre de la tuba de ronco i aterridor. El del lituus era més agut i sens dubte bastant més estrident. Els cossos de trompeters romans van afavorir el desenvolupament de les trompetes per a fer crides, fanfàrries militars i civils. A les escultures romanes es pot observar que les trompetes apareixien en totes les processons.
Tant la Bíblia com a La Ilíada d'Homer, corroboren la importància de la trompeta en les cerimònies religioses primitives i en les batalles, fins i tot s'apunta a la Bíblia que el so brillant de les trompetes va ser el causant de la caiguda de la ciutat de Jericó.
| «                      | Set sacerdots Iran davant l'arca del pacte, cadascun amb una trompeta de banya de carner i el setè dia donareu set voltes a la ciutat mentre els sacerdots tocaven les trompetes. | » |
| — Llibre de Josué 6, 4 | |   |

| «                  | A continuació Joab va ordenar que toquessin la trompeta, i les tropes van deixar de perseguir als d'Israel, perquè Joab les va aturar. | » |
| — II Samuel 18, 16 | |   |

| «                         | Toqueu la trompeta en arribar la lluna nova, i també en arribar la lluna plena, que és el dia de la nostra gran festa. | » |
| — Llibre dels Salms 81, 3 | |   |

| «               | Sona la trompeta trucant a la batalla; tots es preparen, però ningú surt a lluitar. Vaig a castigar amb ira l'orgull d'Israel. | » |
| — Ezequiel 7,14 | |   |

| «                                  | Palas Atenea vociferà també i va suscitar un immens tumult entre els teucres. Com se sent la veu sonora de la trompeta quan venen a cercar la ciutat enemics que la vida treuen; tan sonora va ser llavors la veu del Eàcida. | » |
| — Canto XVIII de La Ilíada, Homero | |   |

| «                                                | El primer àngel va tocar la seva trompeta, i van ser llançats sobre la terra calamarsa i foc barrejats amb sang. | » |
| — Llibre de l'Apocalipsi de Sant Joan 8, 6.-13., | |   |

### L'Extrem Orient i Austràlia
Als regnes de Java i Bali existia durant el segle x uns petits conjunts musicals en la formació es trobava una trompeta de forma corba. Al Tibet, des del segle vii la influència Índia té com a conseqüència la introducció d'instruments com el dung-dkar, fabricat amb un cargol i de vegades amb embocadura de metall i amb una prolongació feta amb una placa metàl·lica, anomenada ala (gshog-ma), molt similar al sankh de l'Índia, i el wadun, fabricat amb una banya. El mag-dun és una gran trompeta de sons greus i ronco que pot mesurar fins a cinc metres i és un instrument característic i originari del Tibet. A Austràlia, les tribus aborígens feien servir un instrument que consistia en un tub de fusta llarg i buit que feien servir en els ritus i que rep el nom de didgeridoo o diyiridú.
És important esmentar que totes aquestes trompetes no tenien pistons i només produïen entre dos i cinc notes.

### Edat mitjana

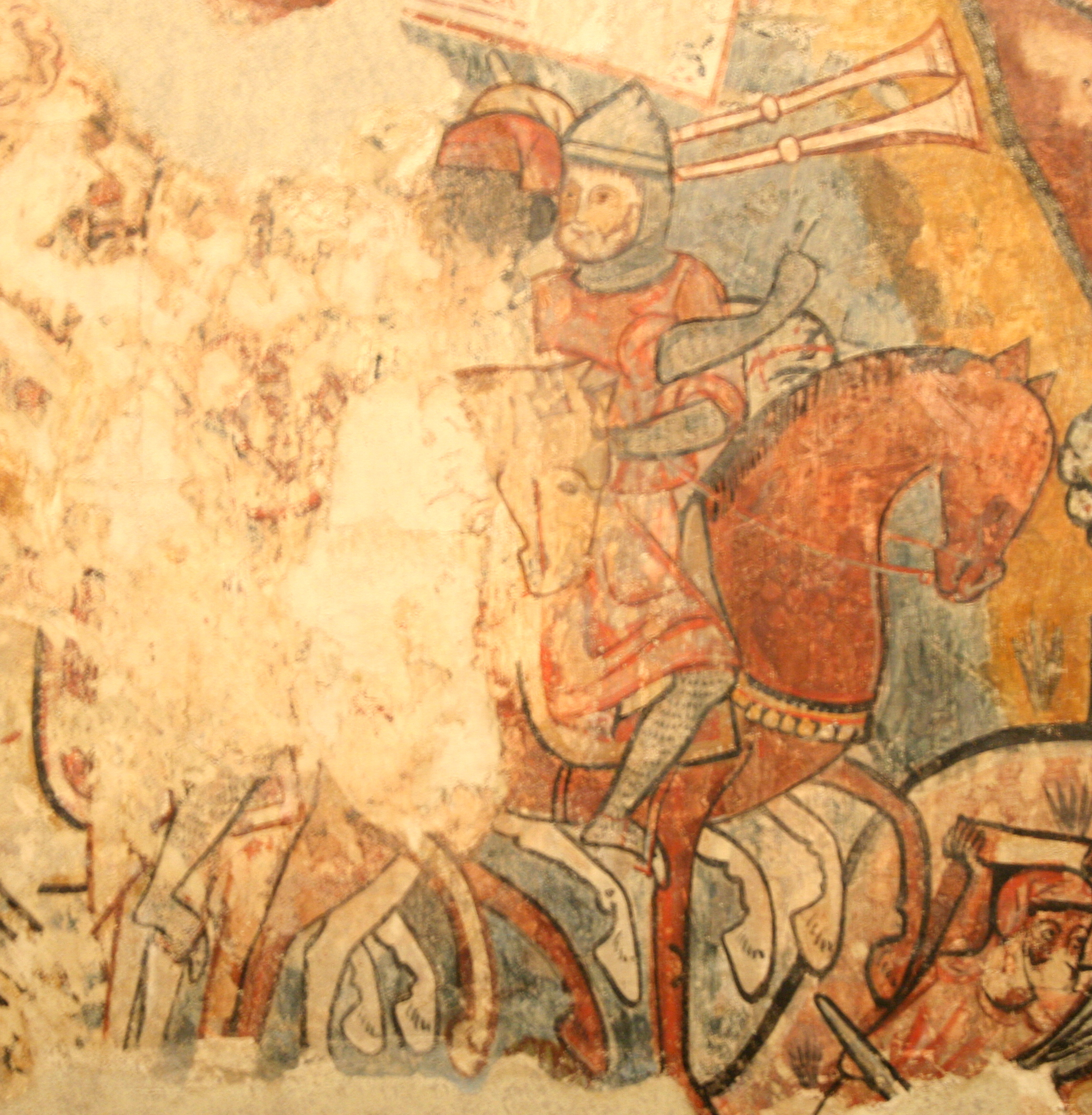
Dues trompetes entre l'exèrcit de cavalleria que participà en la conquesta de Mallorca; ca. 1285-1290. MNAC.

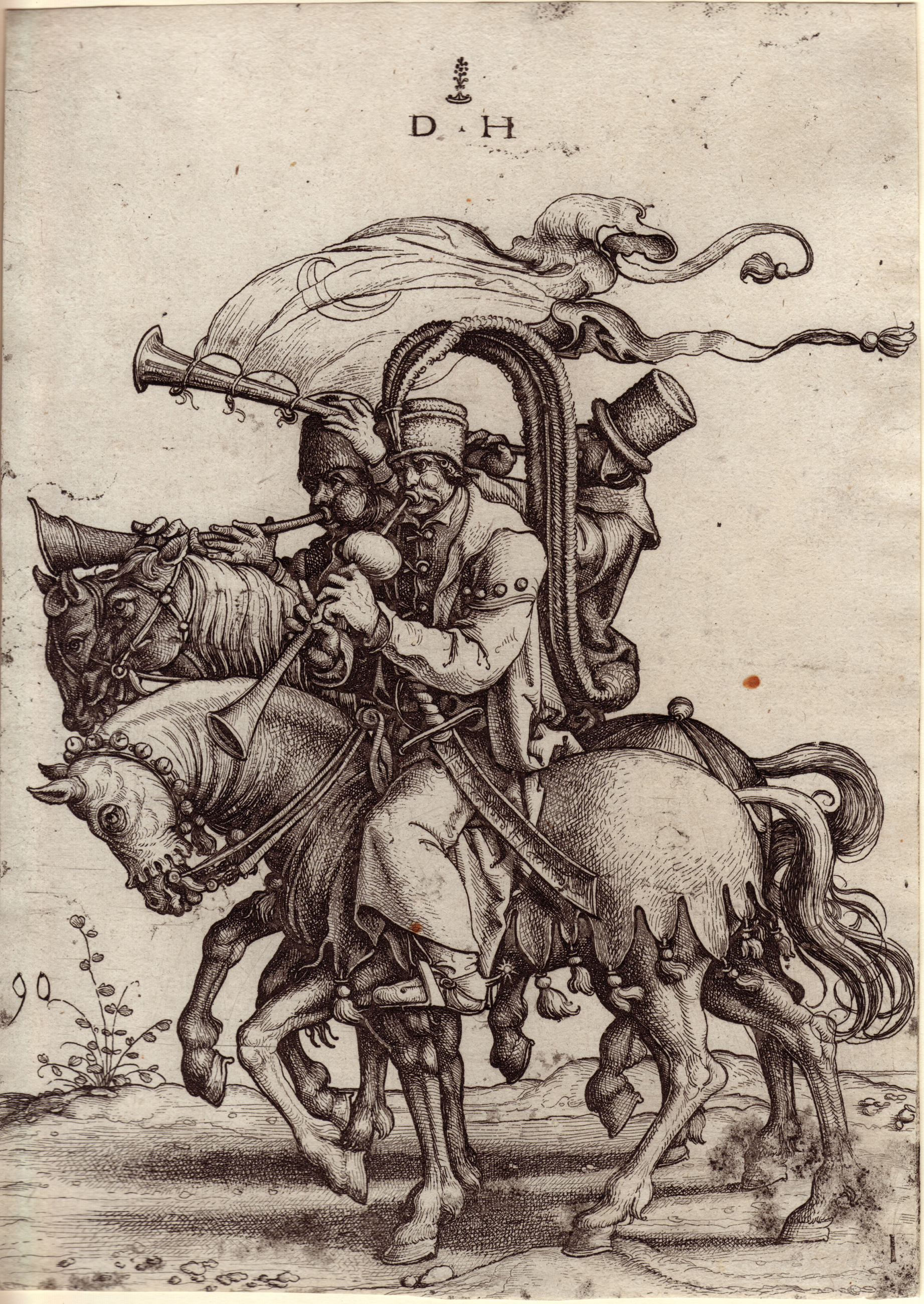
Trompetista turc i 2 oboistes a cavall. Daniel Hopfer (c. 1470-1536).

La trompeta continuava sent utilitzada en batalles i cerimònies molt després de la dissolució d'aquests pobles. A l'edat mitjana, amb instruments fets d'aliatges de metalls, s'anava notant una distinció entre dues branques d'instruments de vent metàl·lics: els que posteriorment evolucionarien a trompetes i derivat, coneguda com a clar, i els que es derivarien en els trombons i familiars, anomenada bucina.
En un principi el clar era un tub recte i llarg, però per fer-lo més fàcil de transportar, es va reduir la longitud de l'instrument doblegant el tub en espiral, rebent el nom de clarió.
L'islam va aportar diversos instruments, les trompetes sarraïnes són utilitzades pels musulmans des d'època molt antiga. Reben el nom d'al-nafir o banya sarraí que a Espanya rebria el nom d'anafil o nafir. L'anafir era un aeròfon recte, el so sorgia de la vibració dels llavis de l'intèrpret en un broquet en forma de petit embut. Aquesta mena d'instrument s'enquadra generalment dins del grup de les anomenades «trompes naturals», com que no té orificis, claus ni cap altre element constructiu que alteri l'afinació o el timbre. Era principalment d'ús militar.
Durant aquesta època la trompeta adquireix popularitat per la gran sonoritat. És l'instrument preferit de la noblesa. Els trompeters i timbalers toquen en festes solemnes, i gaudien d'una posició social més elevada que la resta dels músics. La trompeta és un element imprescindible per a transmetre ordres al camp de batalla, al castell i aviat va començar de servir per fer música per al entreteniment de la noblesa. Això donarà lloc al naixement de trompetes trobadors de guerra i trompetes trobadors de tall o càmera.
Com a dada curiosa cal destacar que durant l'edat mitjana als músics se'ls considerava no honorables. L'Església els negava els sagraments i només quan entraven al servei d'un noble o al servei d'una ciutat adquirien la condició d'honorables.
Les trompetes antigues eren de bronze fos o de planxes de ferro fi; eren rectes i les seves embocadura van ser una prominència a l'extrem del tub feta per donar suport als llavis. A la fi del segle xiv la trompeta deixa de ser recta. En un primer moment pren la forma d'aquest (S) per fer-la més manejable i posteriorment va prendre la forma actual amb tub cilíndric en les dues terceres parts de la seva longitud per eixamplar al últim terç i formar al pavelló. Paral·lelament a aquesta evolució, apareix la trompeta de vares o correderes que és l'antecessora del trombó. Aquesta consistia en la prolongació de l'embocadura al primer tub de l'instrument d'aquesta manera l'embocadura quedava fixa i la resta de l'instrument s'allunyava o tornava a si. Se l'anomenà trompeta de corredissa, doble trompeta o sacabutx, entre altres noms.
La gran importància de la trompeta en els conjunts instrumentals medievals s'adverteix en el fet que, dels quaranta-dos instrumentistes adscrits a la cort d'Enric VIII d'Anglaterra, catorze eren trompetistes.

### El Barroc

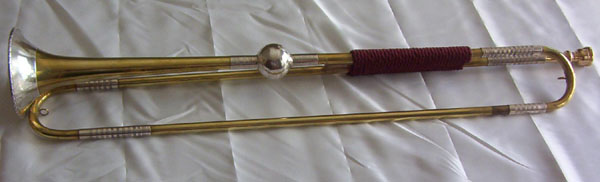
Trompeta barroca

L'anomenada trompeta natural o barroca va ser l'instrument per al qual va escriure música Claudio Monteverdi, Jean-Baptiste Lully, Henry Purcell, Johann Sebastian Bach o Georg Friedrich Haendel. Es tractava d'una trompeta buidada en metall i amb una forma moderna (secció cilíndrica fins al pavelló que s'eixampla progressivament), però que no podia emetre degut a la pressió de l'aire res més que els harmònics naturals del so fonamental que venia determinat per la longitud del tub (teòricament, aquesta llargada hauria de ser 2,34 m). La trompeta natural estava afinada en Do, més correntment en Re (a vegades en Fa a l'Alemanya del segle xviii). La sonoritat clara i penetrant, molt brillant, perfectament adaptada a les interpretacions a l'aire lliure, va fer que es passaran per alt les limitacions pel que hi ha molts passatges que, encara tocats en models de vàlvules, continuen semblant d'una dificultat increïble. Les trompetes naturals que es tocaven en conjunt en fanfares eren idèntiques, és a dir, totes eren en la mateixa tonalitat: el músic que tocava la part superior utilitzava una embocadura més petita per facilitar la producció de notes sobreagut. L'actual trompeta de cavalleria és una trompeta natural.

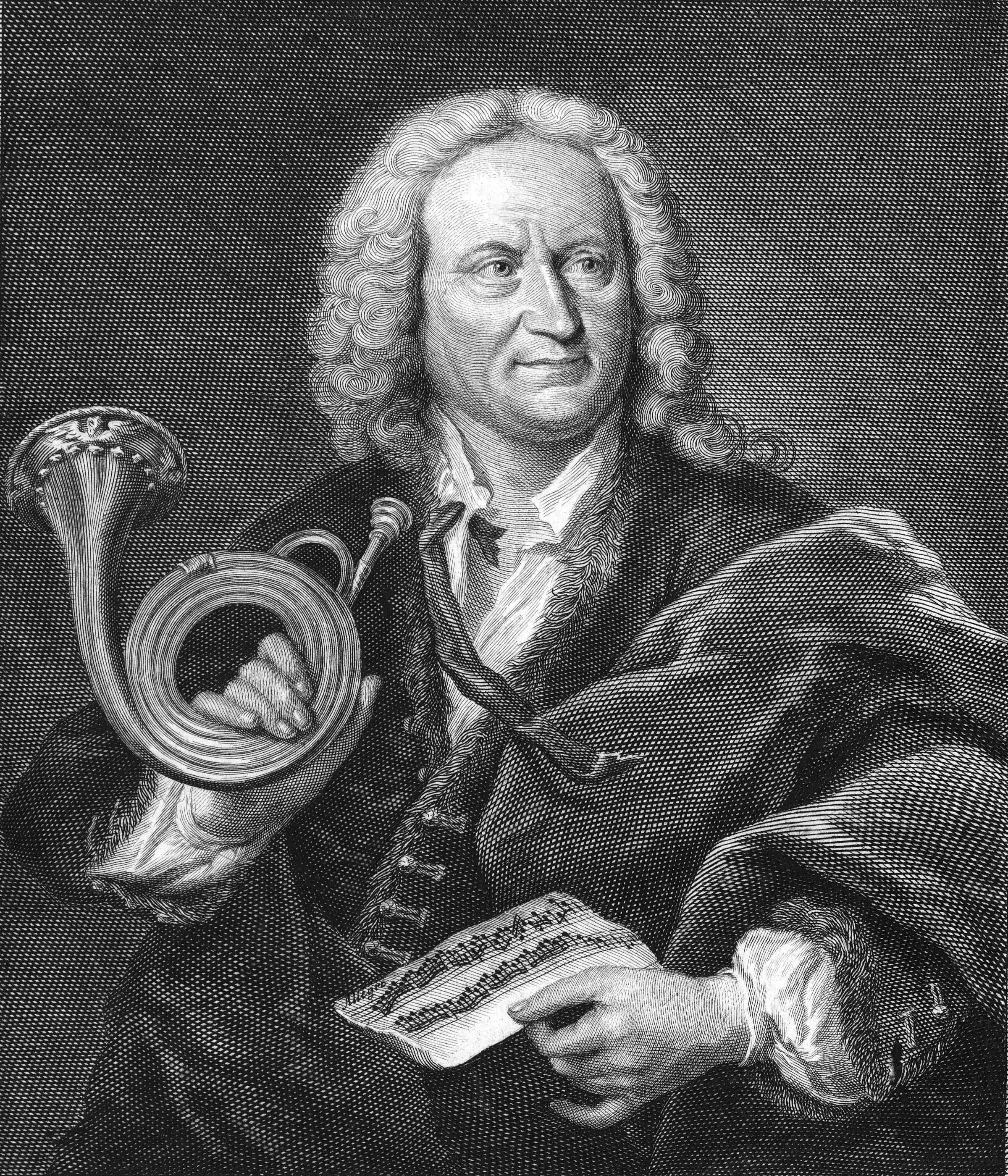
Gottfried Reiche, trompetista i compositor barroc. Va ser el trompeta solista de Johann Sebastian Bach a Leipzig.

S'emprava durant els segles xvii i xviii, tant a Itàlia com a Alemanya. La paraula clarí per designar una trompeta natural de petites dimensions adaptada al registre agut i després, a poc a poc, va acabar per aplicar a qualsevol part escrita en aquest registre per trompeta d'orquestra. Fins i tot en obres de Bach i Händel, les parts corresponents al clarí s'interpretaven amb una petita trompeta afinada en Re, encara que l'instrument figura per primera vegada d'una manera explícita a la partitura de l'obra Orfeo (1607) de Monteverdi.
A començament del segle xvii, el paper de la trompeta en els conjunts orquestrals no era gaire important, encara que hi ha excepcions. L'obra Orfeo és la primera obra en la qual s'integra la trompeta dins de les formacions orquestrals; dins d'aquesta obra hi ha una fanfàrria, una tocata per a cinc trompetes de diferents afinacions. Cap a la fi del segle xvii, la trompeta comença a prendre un paper més protagonista i a ser un instrument molt utilitzat en les agrupacions orquestrals. Va aparèixer llavors el Modo per imparar a sonare di trompa, (Mètode per aprendre a tocar la trompeta) de Fantin, publicat a Frankfurt el 1638, que és un testimoni de l'ampli ús de l'instrument.
En el mateix període, Purcell va emprar freqüentment la trompeta. En la seva òpera Dioclesian, una trompeta i una veu de contralt canten a duo. Aquestes composicions, com era costum de l'època, solien anar destinades a John Shore, el trompetista de la cort i membre d'una família de trompetistes que va ser famosa al llarg d'un segle. En aquesta mateixa època la gran majoria dels compositors alemanys l'incloïen dins els conjunts orquestrals.
Händel, poc temps després, va escriure parts molt agudes i florides per aquest instrument, com el seu «Let the bright seraphim», a l'oratori Samson, i «The trumpet shall sound», a El Messies. Händel indicava a la partitura «Clarin I, Clarin II i Prinzipale», el que demostra que en aquella època encara es mantenia la mateixa distribució per als instrumentistes que es feia servir en les composicions orquestrals de l'època de Monteverdi.
J.S. Bach també va compondre per a la trompeta parts molt elaborades, i en general, en un registre més agut. La interpretació d'aquests passatges més elaborats i tan aguts era possible perquè els instrumentistes s'especialitzaven segons les característiques dels passatges de les parts per a trompeta, uns en passatges aguts i altres en els greus. Així, l'instrumentista encarregat de tocar el clarí únicament interpretava els passatges més aguts per la qual cosa aquests passatges eren més fàcils de tocar.
Händel i Bach, van compondre música eamb un paper protagonista per a la trompeta tenia un paper protagonista. Gottfried Reiche era l'interpret preferit de Bach. Després d'ells, va començar un període de decadència de la trompeta, amb un paper secundar com a un instrument harmònic de notes baixes i espaiades, i de tant en tant, en una part més que recolzava els instruments de percussió, en ser sempre posada en fortissime en les parts finals dels moviments com, per exemple, a les obres de Mozart. Amb Beethoven, la trompeta recuperà un cert protagonisme conjuntament amb les timbales, però encara de manera puntual.

### Seglesxviiiixix: La trompeta de pistons

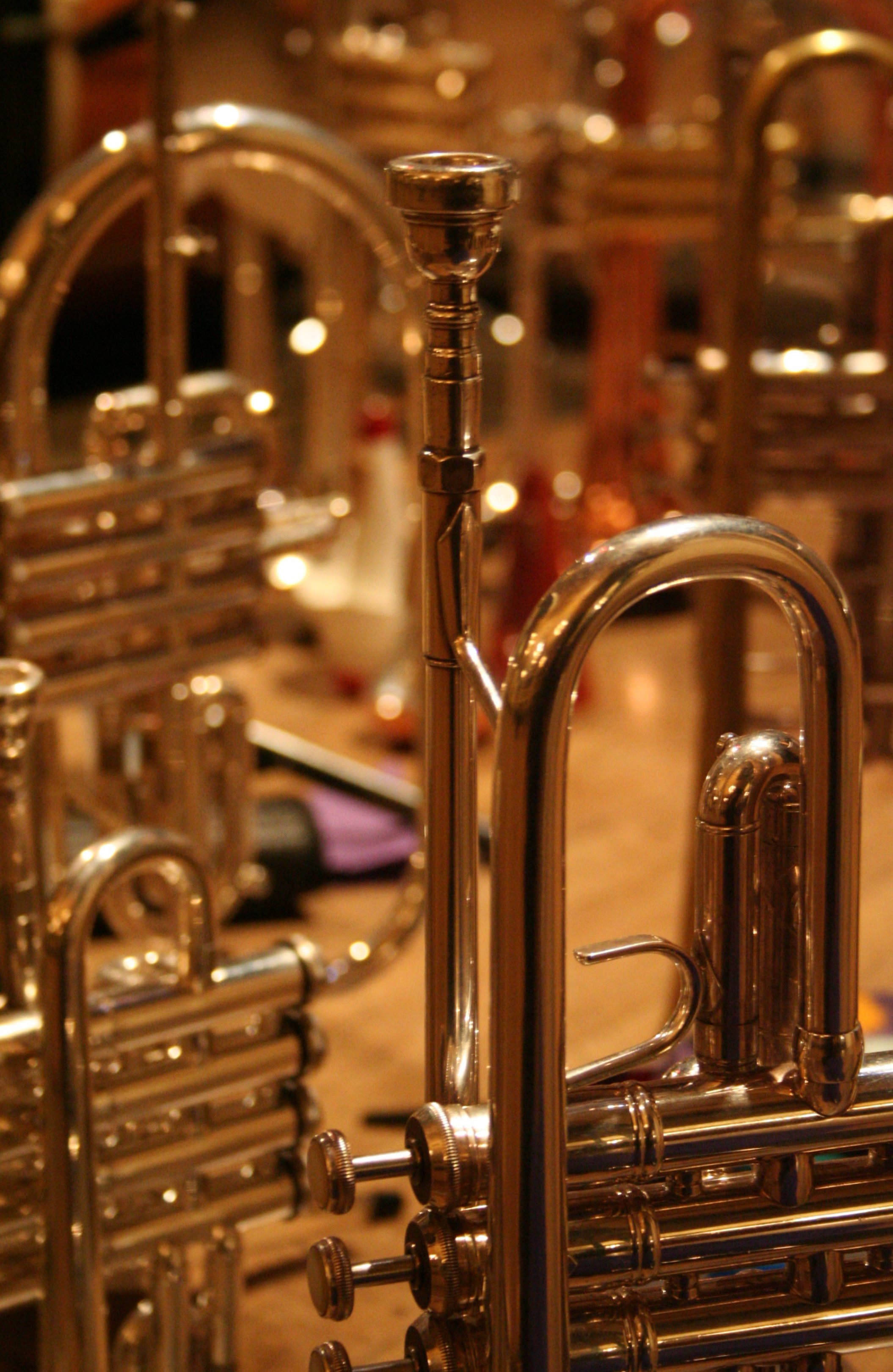
Trompetes de pistons

El procés que permet dotar l'instrument d'un cromatisme capaç d'eliminar els inconvenients presentats per les trompetes naturals comença a la fi del Barroc. Són nombrosos els intents realitzats al respecte: peces de recanvi, trompeta de tapadora, trompeta de correderes o de vares i finalment l'aplicació gradual dels pistons.
Les peces de recanvi van permetre durant algun temps obtenir diferents tonalitats en aplicar-les a la trompeta; però al llarg del segle xviii es va continuar investigant per elevar els tons per mitjà de claus i forats. Va ser Anton Weidinger, investigador i virtuós de la trompeta de claus, que va aplicar a l'instrument les claus basant-se en els mateixos principis en què es basa la flauta travessera o el fagot. Aquesta trompeta constava de 3 o 4 claus col·locades al costat i gràcies a això podien fer totes les notes de l'escala diatònica i cromàtica. Haydn i Hummel van escriure per a Weidinger els seus famosos concerts. Malgrat l'èxit la trompeta de claus no es va imposar. Va servir durant alguns anys per bandes militars d'Àustria i d'Itàlia, i als anys 1920 va desaparèixer.
Després dels primers intents consistents en posar claus a la trompeta es va passar a posar-li una vara; aquesta proposta va tenir un cert èxit a Anglaterra en gran part a causa d'eminents trompetistes defensors del seu ús com T. Harper i J. Horton, entre d'altres. La inclusió dels pistons va tenir lloc d'una manera gradual, sent l'inventor irlandès Charles Clagget qui construeix el 1790 una trompeta doble afinada en re i mi♭ amb una única embocadura i amb la innovació d'un pistó. Més tard, cap a 1815, Blühmel i Stölzel inventariar el sistema de pistons que posteriorment seria millorat per Adolphe Sax i Perinet el 1839, fins a arribar a una forma molt semblant a l'actual de JP Oates, passant per les millores que va introduir Merry Franquin, professor del Conservatori de París, que han permès als executants modificar a voluntat l'alçada dels sons de l'instrument. Dauverne a França va construir la primera trompeta de dos pistons i la inclusió del tercer pistó es va produir el 1830 de la mà de Müller a Magúncia i Satt a Leipzig.
El primer compositor a utilitzar la trompeta de pistons dins l'orquestra va ser Halévy, en l'òpera La jueva, de 1835. En la partitura escriu per a dues d'aquestes trompetes, i dues trompetes naturals amb tubs de recanvi. Bons orquestradors com Hector Berlioz van continuar utilitzant la trompeta natural.
La trompeta de pistons va arribar just a temps perquè Richard Wagner fes les seves grans com posicions orquestrals amb una gran participació d'instruments com el trombó i la trompeta, als que els dona un paper protagonista. En la segona meitat del segle xviii les orquestres es constituïen habitualment amb dues trompetes, excepte per a l'acompanyament de les obres corals; s'arribaven a casos en el qual participaven tres i fins a quatre d'aquests instruments. Com a norma general Wagner en va emprar tres, a fi de poder assignar a la trompeta acords sencers. A l'òpera Tannhäuser, en un motiu especial, hi apareixen fins a dotze trompetes. A partir de Wagner, els compositors de les obres per a orquestra han usat la trompeta sense cap mena de restriccions, i habitualment tres n'hi ha tres.
A la fi del segle xix la trompeta de pistons obté un lloc dins l'orquestra. Fins al 1920 es farà servir una trompeta de vàlvules afinada en Fa que posteriorment no s'utilitzà.

### Segle XX

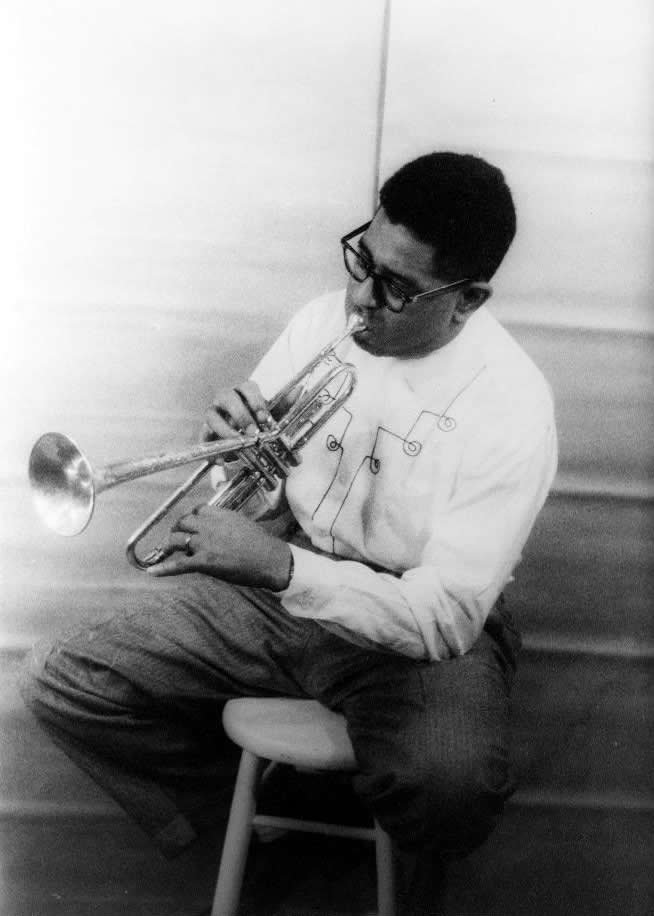
Dizzy Gillespie tocant la trompeta

La trompeta en el segle xx és un instrument destacat en molts i diferents estils musicals. Es pot trobar en qualsevol sala de concerts simfònics o de cambra com a solista o amb altres instruments o en qualsevol club de jazz.
Les parts en les obres que corresponen al clarin barroc es toquen amb petites trompetes de pistons denominades trompeta piccolo, afinades en si♭ i la, i amb quatre pistons. Tanmateix, des dels anys 60 torna a utilitzar novament una trompeta natural en re a la qual també s'ha batejat amb el nom de "clarin", molt apreciada en interpretacions de música barroca.
A la fi del segle xx, l'èxit correspon a la trompeta afinada en si♭ encara que el timbre peculiar de la trompeta moderna en re hagi estat utilitzada per compositors com Olivier Messiaen o Arthur Honegger (compositor que li va dedicar a aquest últim instrument la Segona simfonia per a orquestra de cordes i trompeta en re ad libitum). Igor Stravinski també va compondre per a trompeta. Actualment, la trompeta s'usa en gairebé totes les formes de música, inclosa la clàssica, jazz, rock, blues, pop, ska, funk i polca.

#### La trompeta en el jazz
A l'època posterior a la Guerra Civil americana es podien adquirir cornetes per un baix preu i les trompetes s'empraven en els funerals, en les bandes de carrer, en les de ball i en les de jazz. A partir de l'any 1927, gairebé tots els cornet, llevat d'unes poques excepcions, es van passar a la trompeta, ja que preferien el seu so més melòdic i la major claredat de les notes agudes i per ser més senzilla per tocar. La trompeta va continuar sent durant un temps l'instrument principal en els petits grups de jazz, i fins i tot en les bandes de swing. També és un instrument destacat dins l'estil Dixieland.
La trompeta que se sol emprar en el jazz és afinat en si♭. En el jazz primitiu s'emprava la corneta, que al segle xix ocupava el paper que més endavant s'assignaria a la trompeta. El fliscorn posseeix un so més suau i els trompetistes l'han adoptat com a segon instrument en les bandes de jazz, encara que alguns s'hi han especialitzat, com Art Farmer. L'aportació a la literatura per trompeta de músics de jazz com Louis Armstrong, Joe King Oliver, Dizzy Gillespie o Miles Davis ha estat decisiva. Altres intèrprets han fet història en el jazz, com Dolly Jones (primera dona trompetista de jazz que es va enregistrar) o Valaida Snow (la "reina de la trompeta" o "Little Louis").

#### La trompeta en altres conjunts. Els mariachi

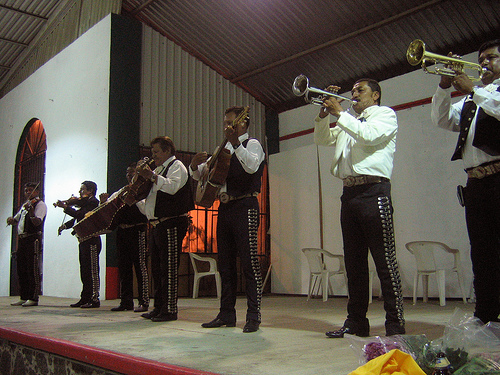
Conjunt de mariachi

La trompeta és un instrument fonamental en els conjunts de mariachi. A principis del segle xx, no era comú l'existència de conjunts de mariachi amb instruments de vent. La flauta, el clarinet, el saxofon soprano, el trombó, el cornetí i la trompeta no es veien amb freqüència en els grups tradicionalment integrats per instruments de corda, com el violí, la guitarra o el guitarró.
A la dècada de 1930 alguns mariachi de Mèxic, DF com Jesús Salazar, que treballava amb el Mariachi Tapatío de José Marmolejo, incorporar la trompeta, que en els anys 40 va seguir cobrant força fins a arribar a ser imprescindible per als conjunts de mariachi. Pedro Infante va gravar el 1949 les primeres cançons amb un mariachi amb dues trompetes, tenint un notable èxit aquesta innovació.
L'ús de la trompeta en el mariachi va assolir completa acceptació en 1952, quan el conjunt Mariachi Mèxic, de Pepe Villa, gravar una sèrie de discs de gran èxit que va efectuar el canvi decisiu en la instrumentació dels grups de mariachis, que per als anys 1960 en la majoria incloïen dues trompetes. Encara que existien excepcions com el Mariachi Vargas que continuava usant una sola trompeta gairebé fins a mitjan dècada dels 1960. Al voltant del 1964 un dels primers duos de trompetes que va tenir el Mariachi Vargas va ser el dels germans Pere i Crescencio Hernández. La trompeta és especialment valorada en el so de Jalisco.